# Limavady Castle
Limavady Castle (irisch Caisleán Léim an Mhadaidh, auch O’Cahan’s Castle) ist eine Burgruine am Westufer des Roe südlich der Stadt Limavady im nordirischen County Londonderry. Sie war einst eine Festung der Uí Chatháin (O’Cahans).
Im Jahre 1542 belagerten die McQuillans zusammen mit James Butler, 9. Earl of Ormond, dem Lord High Treasurer of Ireland, und einer großen englischen Streitmacht die Burg, nahmen sie ein und massakrierten die gesamte Garnison.